# Антибакхій
Антибакхій (дав.-гр. ἀντιβακχεῖος «антивакхічний») —  в античному віршуванні — трискладова стопа, яка має два довгі склади і один короткий (— — U); протилежність бакхія.
У сучасній українській поезії — стопа, що умовно вважається стопою амфібрахія з надсистемним наголосом на першому складі або стопою дактиля з надсистемним наголосом на другому складі.

## Джерело
- Літературознавча енциклопедія / Автор-укладач Ю. Ковалів: У 2 т. / К., 2007, том 1. — С. 72.